# Dieux très anciens
Les Dieux très anciens (Elder Gods), également désignés comme les Anciens Dieux, Premiers Dieux ou Dieux aînés, sont des entités fictionnelles extraterrestres, créées par l'écrivain américain August Derleth.
Durant les années 1930-1950, August Derleth s'inspire de l'œuvre de Howard Phillips Lovecraft pour broder un cycle de pastiches littéraires intégrés au « mythe de Cthulhu », vocable de son invention qui désigne un ensemble de récits fantastiques, d'horreur et de science-fiction composés par divers écrivains, amis, correspondants ou fans du « maître de Providence. » Dans ce cadre, Derleth imagine une lutte entre les Dieux très anciens, issus de sa plume, et les Grands Anciens (Great Old Ones), entités cauchemardesques imaginées par Lovecraft. En outre, Derleth attribue indûment à ce dernier l'idée de ce conflit manichéen.
Les Dieux très anciens sont parfois évoqués par d'autres auteurs dans des nouvelles et romans rattachés au mythe de Cthulhu. L'écrivain britannique Brian Lumley, en particulier, développe leur panthéon dans son cycle littéraire consacré à l'occultiste Titus Crow, ensemble de romans d'aventure publiés essentiellement durant les années 1970.
Plusieurs critiques littéraires spécialistes de Lovecraft observent que les composantes du mythe de Cthulhu échafaudé par August Derleth, et notamment les entités bienveillantes personnifiées par les Dieux très anciens, représentent des conceptions à rebours de la notion lovecraftienne d'horreur cosmique et matérialiste,,,.

## Littérature

### Contes «dunsaniens» de Lovecraft

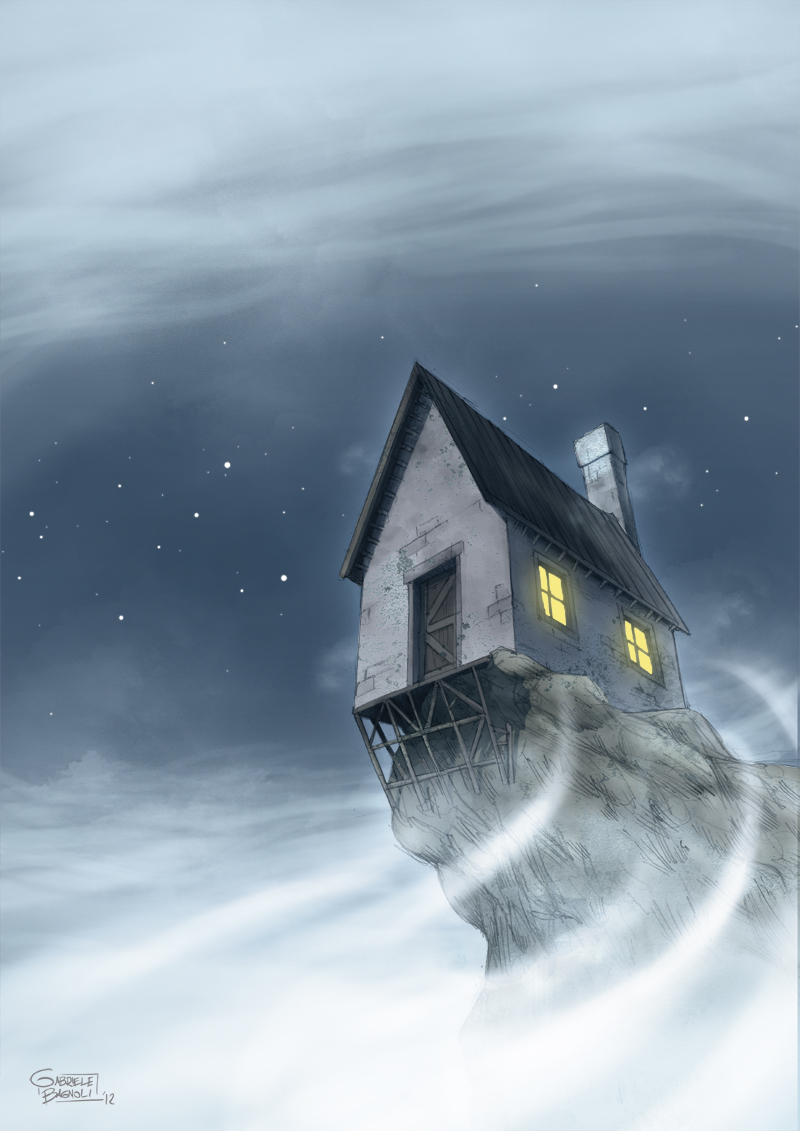
L'Étrange maison haute dans la brume,
illustration de Gabriele Bagnoli.

Selon l'exégète lovecraftien Dirk W. Mosig, les Dieux très anciens ne se manifestent pour ainsi dire pas dans les récits littéraires de Howard Phillips Lovecraft puisque ce dernier n'emploie jamais le vocable Elder Gods,. Par contre, les appellations Elder Ones ou Great Ones (« Très Hauts ») désignent apparemment les « faibles dieux de la Terre » (weak gods of the Earth) dans trois nouvelles lovecraftiennes inspirées plus ou moins par l'œuvre de Lord Dunsany : Les Autres Dieux (The Other Gods (en), 1921), L'Étrange maison haute dans la brume (The Strange High House in The Mist, 1926) et La Quête onirique de Kadath l'inconnue (The Dream-Quest of Unknown Kadath, 1927).

Neptune et la néréide Amphitrite dans un grand coquillage tiré par deux chevaux marins.

Dans les deux derniers récits apparaît une entité mal définie, dénommée Nodens le « Seigneur du Grand Abîme » (Nodens, Lord of the Great Abyss) d'après le dieu celtique éponyme de la guérison. La source d'inspiration de Lovecraft réside vraisemblablement dans le roman d'horreur Le Grand Dieu Pan (1894) de l'écrivain britannique Arthur Machen. Celui-ci y mentionne une inscription romaine fictive évoquant le « Grand Nodens (le dieu des grandes profondeurs ou de l'abysse). »
L'Étrange maison haute dans la brume retrace l'emménagement à Kingsport, ville portuaire fictive, d'un philosophe appelé Thomas Olney. Le nouvel arrivant, intrigué par une demeure surplombant Kingsport depuis le sommet d'une vertigineuse falaise, finit par rendre visite à son mystérieux propriétaire. Ce dernier, « vêtu de vêtements très anciens », lui offre l'hospitalité et évoque complaisamment ses souvenirs d'époques antédiluviennes. L'hôte de Thomas Olney s'interrompt momentanément, refusant d'ouvrir sa porte à une forme noire entraperçue à travers les vitres. En revanche, il accueille chaleureusement plusieurs êtres mythiques lorsque ceux-ci se manifestent grâce à un code convenu. Au seuil de la masure, Thomas Olney découvre des néréides et des tritons, Neptune tenant son trident caractéristique ainsi que la « forme grise et terrible du primitif Nodens » (the grey and awful form of primal Nodens) trônant dans un « vaste coquillage » porté par des dauphins.

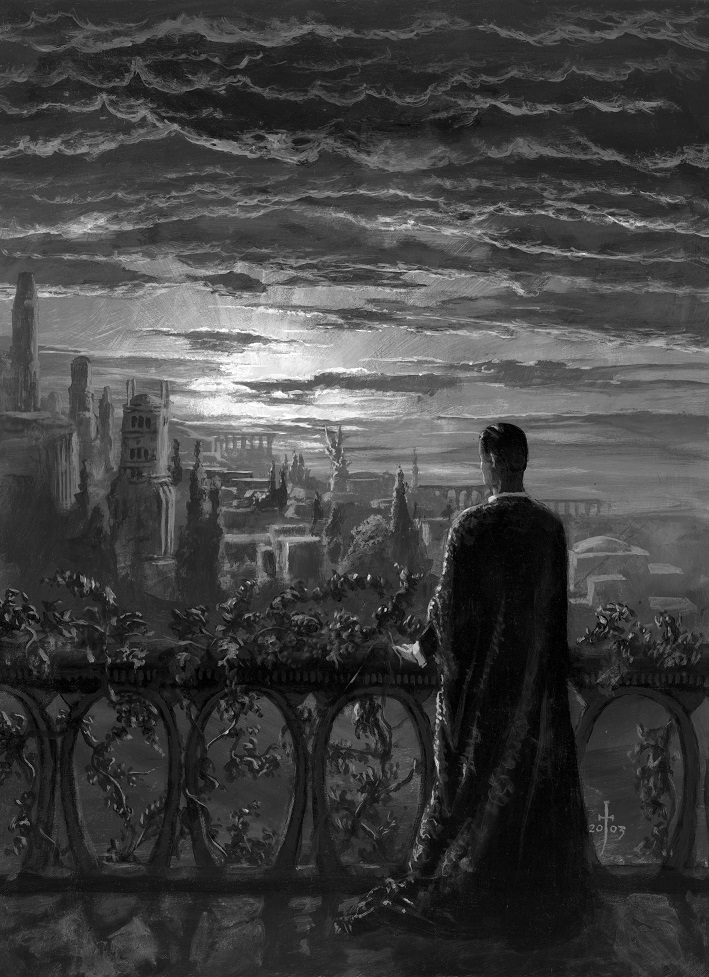
La Quête onirique de Kadath l'inconnue,
illustration de Jens Heimdahl.

Par ailleurs, La Quête onirique de Kadath l'inconnue dépeint Nodens comme le maître des maigres bêtes de la nuit, sinistres créatures ailées et sans visage qui assistent le protagoniste Randolph Carter lors de sa quête de Kadath dans le monde du rêve. Spécialiste de l'œuvre du « maître de Providence », le critique littéraire S. T. Joshi observe que le Seigneur du Grand Abîme peut difficilement être assimilé aux Elder Ones puisque ceux-ci sont décrits comme doux ou bénins (mild), tempérament aux antipodes de celui de Nodens.
La Quête onirique... établit également que ces « faibles dieux de la Terre » se placent sous la protection de Nyarlathotep, dit le « Chaos rampant », « âme et messager » d'effroyables divinités distinctes appelées « Autres Dieux » (Other Gods). Adoptant l'apparence majestueuse d'un pharaon, Nyarlathotep mystifie cruellement Randolph Carter lorsque celui-ci croit parvenir au terme de sa quête. Contraint de chevaucher un monstrueux Shantak, énorme oiseau écailleux à tête de cheval, l'infortuné humain est conduit à la cour d'Azathoth, dit le « Sultan des Démons. » Heureusement, Carter se remémore les douceurs de sa Nouvelle-Angleterre natale. Il parvient de la sorte à fausser compagnie à sa monture en tentant de rejoindre le monde de l'éveil,. Assistant le rêveur de ses conseils soufflés « depuis d'innombrables profondeurs », « le vieux Nodens blanchi par les âges pouss[e] un hurlement de triomphe » lorsqu'un « étincelant rayon » réduit en poussière les créatures informes lancées par Nyarlathotep à la poursuite du fugitif.
Selon l'exégète Robert M. Price, Nodens assume le rôle d'un deus ex machina en secourant Randolph Carter et déjouant les plans de Nyarlathotep. A contrario, S. T. Joshi réduit l'intervention du Seigneur du Grand Abîme à celle d'un « meneur de claque cosmique », considérant que tout le mérite de l'évasion revient au rêveur humain. De surcroît, Joshi souligne que la sollicitude de Nodens semble se limiter à Carter en particulier et non s'étendre à l'ensemble du genre humain.
Malgré leurs divergences d'interprétations relatives à ce passage, les deux spécialistes s'accordent à reconnaître qu'il inspire probablement l'écrivain August Derleth lorsque celui-ci conçoit sa vision personnelle de l'œuvre lovecraftienne,.

### «Mythe de Derleth»

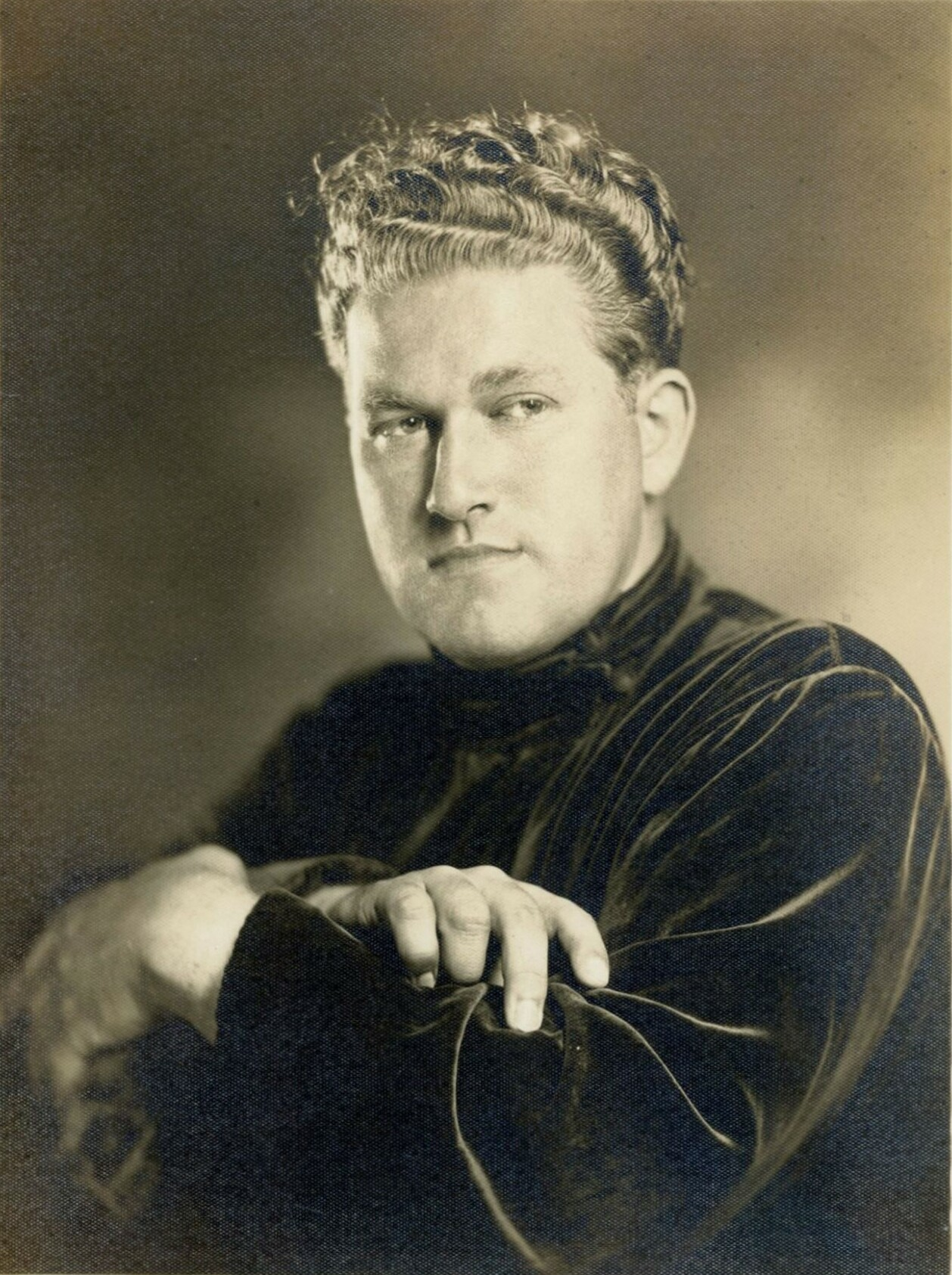
August Derleth en 1939.

Originaire de Sauk City dans l'État du Wisconsin et correspondant de Lovecraft, l'auteur August Derleth coécrit avec Mark Schorer The Lair of the Star-Spawn, nouvelle publié dans le pulp Weird Tales en août 1932. Ce texte (dont le titre a été suggéré par Lovecraft) catégorise notamment Cthulhu et Hastur comme des « Anciens Dieux » (Elder Ones ou Elder Gods), « êtres maléfiques » (evil beings) autrefois combattus et vaincus par les « Grands Anciens » (Great Old Ones) dans le cadre d'une lutte pour la suprématie sur la planète Terre. En l'occurrence, Derleth et Schorer emploient le vocable « Anciens Dieux » pour désigner les méchants adversaires des « Grands Anciens ». Dans ses fictions postérieures, Derleth inverse les termes qui distinguent les deux groupes, établissant ainsi l'usage perpétué dans sa vision du « mythe de Cthulhu ».
Le 15 juin 1934, dans une lettre adressée à l'écrivain Robert Barlow, August Derleth expose brièvement sa conception de « la mythologie » telle qu'il la comprend : « les Anciens (the Ancient or Old Ones) gouvernaient les Univers. Contre leur autorité se révoltèrent le maléfique Cthulhu, Hastur l'indicible, etc., qui engendrèrent en conséquence  le peuple Tcho-Tcho et d'autres créatures adonnées à leur culte. » Ces Ancient ou Old Ones deviendront ultérieurement les Elder Gods.

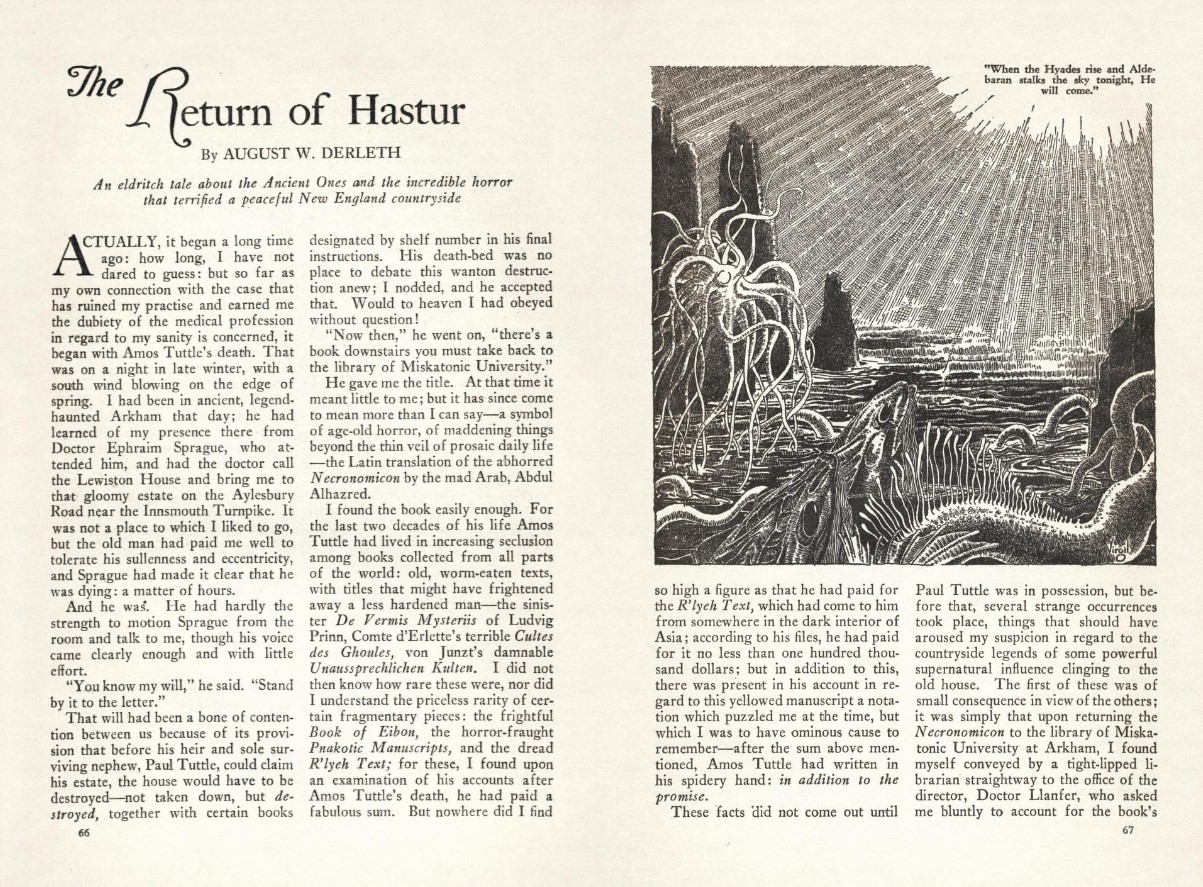
Le retour d'Hastur d'August Derleth, publié dans Weird Tales, mars 1939. Illustration de Virgil Finlay.

Dans Le retour d'Hastur (The Return of Hastur), nouvelle vraisemblablement conçue dès février 1932 puis rédigée à partir de janvier 1933 avant de paraître finalement dans Weird Tales en mars 1939, August Derleth décline plus longuement ses conceptions par l'intermédiaire du personnage Paul Tuttle : « cette mythologie découle d'une source commune avec la légende de la Genèse », malgré une ressemblance superficielle. Tuttle conjecture l'antériorité de la « mythologie cosmique et éternelle » dont les acteurs sont « de deux essences uniquement : les Vieux, ou Anciens, les Dieux Aînés issus du Bien cosmique [the Old or Ancient Ones, the Elder Gods, of Cosmic Good], et ceux qui sont issus du Mal cosmique (...) » Tuttle poursuit son « petit cours » à l'intention du narrateur Haddon : « Il y a très longtemps, les Anciens bannirent les Mauvais [the Evil Ones] de l'espace cosmique et les emprisonnèrent en différents lieux. Mais avec le temps, ceux-ci ont donné naissance à des suppôts de Satan qui ont entrepris de préparer leur retour. Les Anciens n'ont pas de nom, mais leur pouvoir est, et sera, apparemment, suffisant pour faire échec à celui des autres. » Bien que les Evil Ones s'opposent entre eux, « tous haïssent et craignent les Anciens. Ils rêvent de les abattre un jour ou l'autre ». La nouvelle se clôt par l'affrontement entre les maléfiques « demi-frères » Cthulhu et Hastur avant que ces deux créatures soient brutalement renvoyées dans leurs prisons respectives par une « gigantesque décharge d'énergie électrique en forme de lumière » d'où jaillissent « deux espèces de tentacules de feu. »
Après avoir fondé sa maison d'édition Arkham House en 1939, August Derleth republie notamment les textes de Lovecraft ainsi que ses propres récits précédemment parus dans des pulps. Par ce biais, l'écrivain et éditeur du Wisconsin impute ses inventions à son correspondant disparu, en particulier dans « The Cthulhu Mythos », un court essai publié en 1969 puis fréquemment réimprimé. Derleth y affirme que parmi les « divinités ou forces conçues » par Lovecraft pour « son Mythe », il y avait, « initialement, les Dieux très anciens, dont nul n'est identifié par son nom à l'exception de Nodens, seigneur du Grand Abîme ; ces Dieux très anciens étaient des divinités bienveillantes, représentant les forces du bien, et existant paisiblement sur (ou près de) Bételgeuse de la constellation d'Orion. »
Selon le principe de continuité rétroactive, l'éditeur d'Arkham House incorpore donc Nodens dans le panthéon des Dieux très anciens. Paradoxalement, August Derleth n'inclut pas les deux seules nouvelles lovecraftiennes évoquant Nodens (L'Étrange maison haute dans la brume et La Quête onirique de Kadath l'inconnue) dans l'ensemble de textes qu'il considère corrélé au « mythe de Cthulhu. »

### Cycle de Titus Crow par Brian Lumley

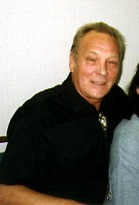
Brian Lumley en 2011.

Dans la continuité du mythe de Cthulhu envisagé par August Derleth, l'auteur britannique Brian Lumley rédige un cycle de romans et nouvelles narrant les aventures de Titus Crow et d'Étienne-Laurent de Marigny. Dotés de pouvoirs psychiques, ces occultistes luttent vaillamment, au sein de la « fondation Wilmarth », contre les Grands Anciens. Les deux héros reçoivent parfois l'aide des Dieux très anciens par le biais de pierres en forme d'étoile portant le « signe des Anciens » (Elder sign).
Dans le roman La Fureur de Cthulhu (The Transition of Titus Crow, 1975), Crow voyage psychiquement jusqu'à la planète Élysia, habitacle des Dieux très anciens, où il apprend que jadis, ces derniers emprisonnèrent ou bannirent les « divinités du cycle de Cthulhu » (Cthulhu Cycle Deities dits « CCD »), ex-Dieux Très Anciens qui se tournèrent vers le mal.
Le roman Les Abominations de Cthulhu (The Clock of Dreams, également intitulé De Marigny's Dream Quest, 1975) permet à Lumley de mettre en scène l'une de ses créations, Kthanid l'Éminence. « Cousin » et sosie de Cthulhu, cette entité arbore des yeux dorés empreints de sagesse. Trônant dans sa salle de cristal et de perles, Kthanid communique par télépathie avec Marigny. Le Dieu très ancien parvient finalement à vaincre Nyarlathotep mais dans le roman suivant, Le Démon du vent (Spawn of the Wind), le « cousin » du seigneur de R'lyeh apprend à Crow que l'alignement des étoiles annonce la libération prochaine des Grands Anciens,,,.
Autre création de Brian Lumley, Yad-Thaddag apparaît dans le roman Elysia comme une « énorme agglomération légèrement mouvante de sphères dorées dissimulant à demi la forme contorsionnée d'un cauchemar vaporeux. » Le héros Titus Crow devine qu'il s'agit là d'un « “cousin” de Yog-Sothoth, mais infiniment bon », équivalent de l'entité lovecraftienne chez les Dieux très anciens,.
En revanche, Nodens n'est jamais mentionné dans le cycle de Titus Crow. Robert M. Price suggère que Lumley considère peut-être le « Seigneur du Grand Abîme » comme une divinité romano-celtique trop fade pour être placée à la tête du panthéon des Dieux très anciens.
Évoquant le roman Le Réveil de Cthulhu, l'écrivain George W. Barlow observe que Lumley emprunte « la recette chez le chef Lovecraft : expéditions lointaines + exploration des profondeurs + incantations et rites mystérieux + disparitions inexpliquées + cataclysmes inquiétants + pressentiments angoissants + confrontation avec la monstruosité », à cette nuance près que l'auteur britannique considère « les symboles verbaux ou matériels permettant d'agir sur les Cthoniens comme des blocages mentaux et génétiques implantés en eux par les Anciens Dieux (dont la « magie » était en fait une « super-science ») ». Barlow conclue qu'ainsi, « Lumley passe du surnaturel matérialiste au naturel spiritualiste. ».

### Remise en cause des concepts d'August Derleth

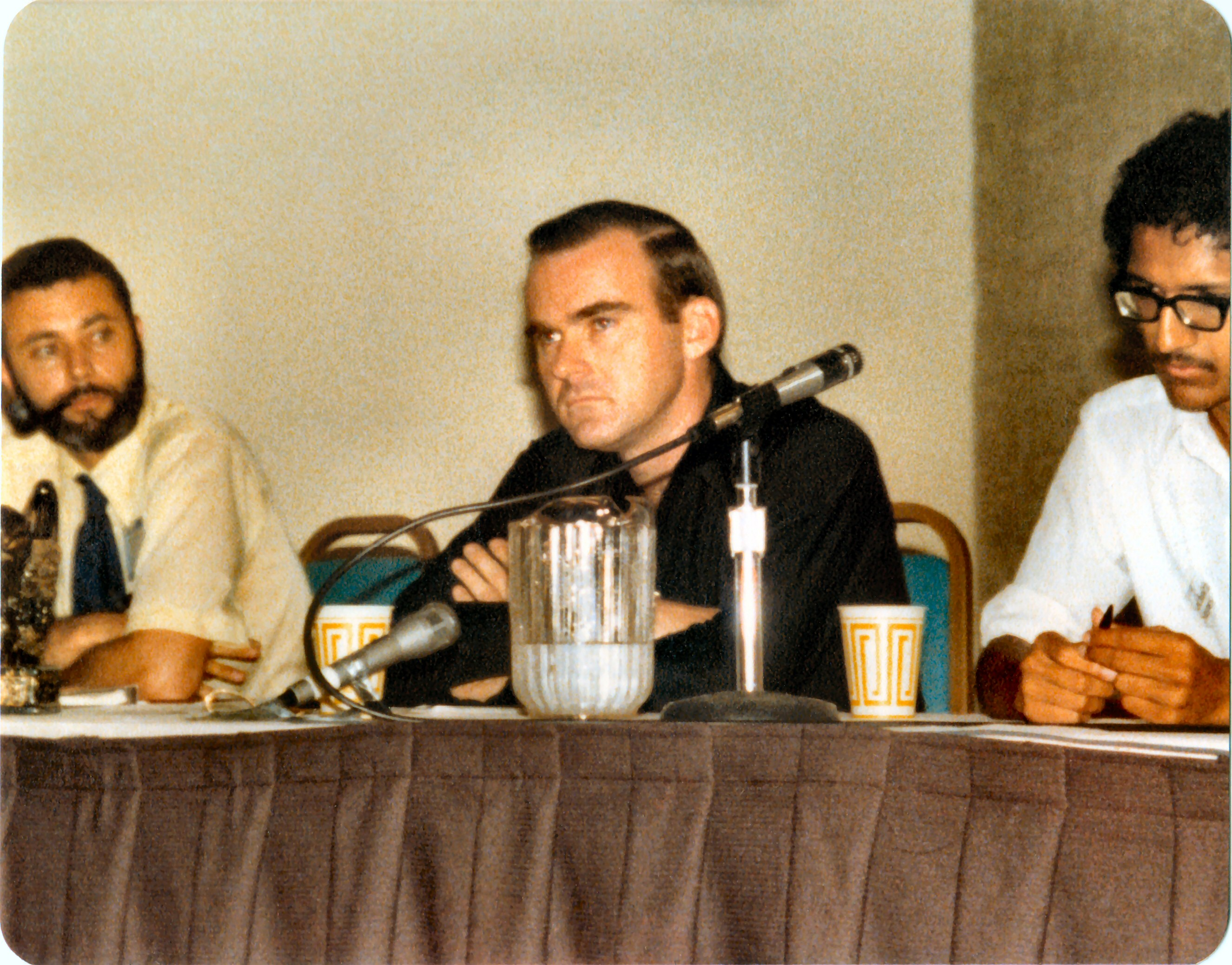
Donald R. Burleson, Dirk W. Mosig et S. T. Joshi lors de la 36e World Science Fiction Convention, 3 septembre 1978, Phoenix (photographie de Will Hart).

De 1965 à 1976, la maison d'édition fondée par August Derleth publie une sélection de la volumineuse correspondance de Howard Phillips Lovecraft. Ces cinq volumes sortis chez Arkham House stimulent les études littéraires anglophones consacrées au « maître de Providence », qui prennent leur essor durant les années 1970. À compter de cette période, Richard L. Tierney (en), Dirk W. Mosig, S. T. Joshi et d'autres spécialistes de l'écrivain expriment nombre de critiques visant les interprétations des textes lovecraftiens par Derleth,,.

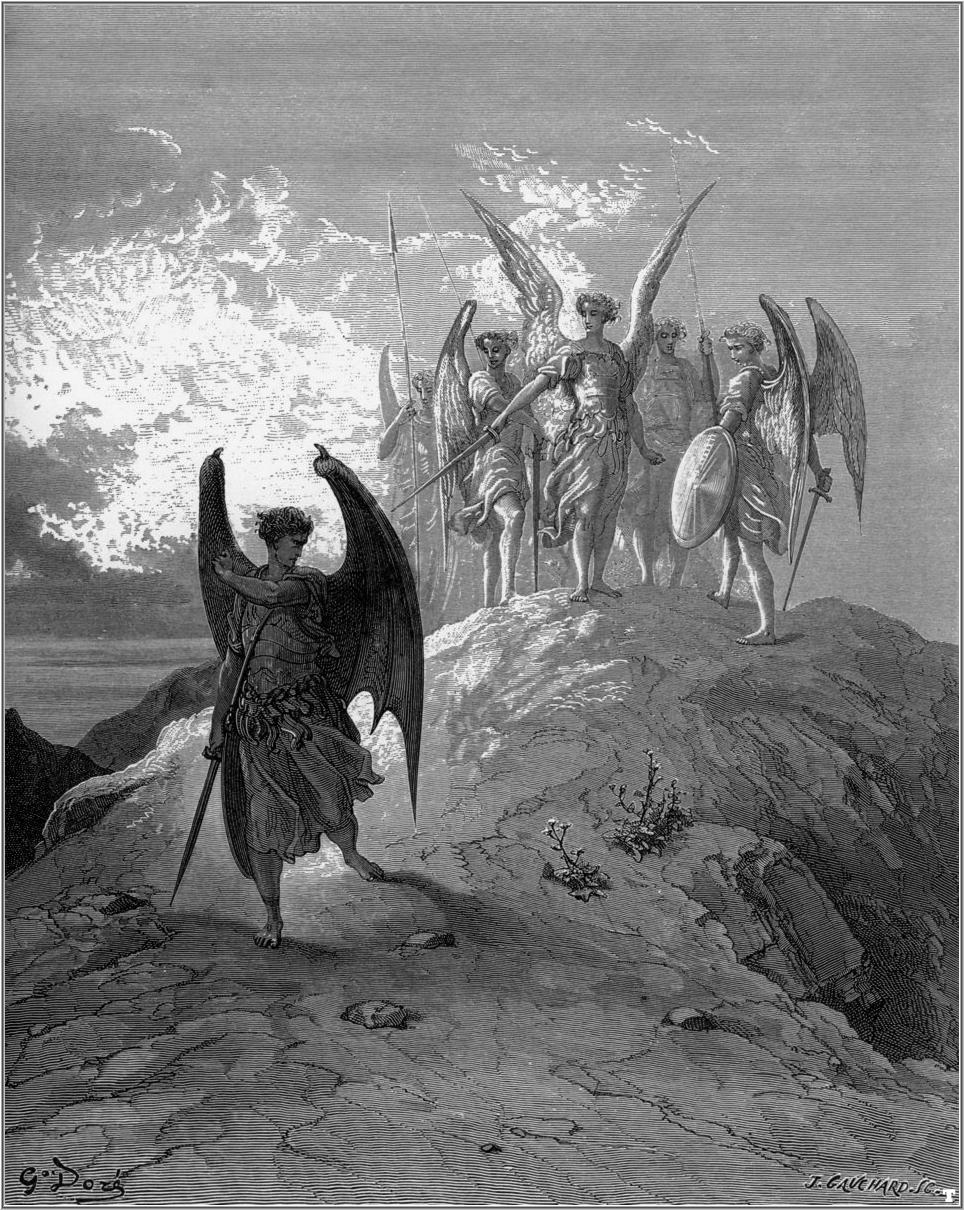
Lucifer expulsé du paradis, illustration de Gustave Doré pour Le Paradis perdu de John Milton.

Ces critiques littéraires considèrent notamment que Derleth a semé la confusion en inventant la dénomination « mythe de Cthulhu » pour désigner un univers de fiction collectif, qu'il rattache abusivement aux récits de Lovecraft. De la sorte, Derleth associe ses écrits à cet ensemble indistinct d'œuvres littéraires. Probablement en raison de sa culture catholique, il met également en avant ses propres interprétations anthropocentristes et manichéennes diamétralement opposées au cosmicisme de l'athée Lovecraft. Derleth échafaude ainsi le mythe de Cthulhu selon une dichotomie similaire à celle du Dieu judéo-chrétien bannissant Lucifer du paradis.
Dans l'article « H. P. Lovecraft, Outsider », rédigé peu de temps après la mort du « maître de Providence » et publié dans le magazine River en juin 1937, Derleth va jusqu'à prêter au défunt plusieurs opinions erronées, observe S. T. Joshi. Sur la foi d'une citation apocryphe de Lovecraft qui mentionne prétendument la pratique de la « magie noire » par ses créatures fictionnelles, Derleth attribue à son ex-correspondant ses propres conceptions relatives au mythe de Cthulhu soi-disant similaire au « mythe chrétien, », opinion réaffirmée dans l'essai « The Cthulhu Mythos » en 1969.
S. T. Joshi précise que les créatures imaginées par Lovecraft mettent essentiellement en exergue l'insignifiance cosmique de l'être humain. Or Derleth néglige cette fonction intradiégétique en atténuant la stature des entités lovecraftiennes. Sous la plume de l'écrivain du Wisconsin, celles-ci deviennent des monstres aux objectifs malfaisants et bien plus terre-à-terre, adversaires déclarés d'autres divinités capables de les terrasser et les emprisonner.

D'autre part, l'écrivain George W. Barlow questionne l'intérêt des développements relatifs aux Dieux très anciens (qu'il dénomme « Premiers Dieux ») dans La Trace de Cthulhu (The Trail of Cthulhu (en)) de Derleth, recueil de nouvelles dont il relève la piètre qualité littéraire :
« Le disciple de Lovecraft exploite les intuitions de son maître avec beaucoup de persévérance et fort peu d'imagination. Il ne laisse dans l'ombre rien de ce qui aurait gagné à y rester, sur la lutte des Grands Anciens entre eux et contre les Premiers Dieux, sur le Necronomicon et son auteur, l'Arabe dément Abdul Al-Hazred. Ces cinq nouvelles, d'intrigues exactement semblables, et répétant les mêmes explications, étaient peut-être supportables dans Weird Tales, étalées de 1944 à 1952 ; elles ne le sont pas, réunies en volume sans aucune retouche. »

Le signe des Anciens (Elder sign en anglais), comme calligraphié par Lovecraft dans une lettre de 1930 à Clark Ashton Smith,.

Dans le même ordre d'idées, Dirk W. Mosig fait valoir qu'à l'inverse de Lovecraft, August Derleth et Brian Lumley classifient, dissèquent et expliquent laborieusement « l'Inconnu ». Ce type de narration a pour effet de tuer dans l'œuf le mystère et l'effroi pour les remplacer par « l'absurde et le ridicule. ». Mosig ajoute que Derleth réinterprète le « signe des Anciens » (Elder sign), mentionné brièvement dans deux textes de Lovecraft, comme une sorte de talisman capable de repousser ou d'emprisonner les créatures du mythe de Cthulhu, tel un crucifix utilisé contre des vampires, « sans parler des interventions des secourables Dieux très anciens qui arrivent selon un timing rappelant celui de la cavalerie américaine dans les mauvais westerns. » L'analogie est reprise par l'essayiste belge Jacques Van Herp, qui blâme Lumley de transformer « l'univers de Lovecraft en un monde de western ». Afin de souligner l'incongruité de cette tonalité héroïque par rapport à l'horreur cosmique imprégnant les textes lovecraftiens, d'autres critiques comparent les histoires de Lumley aux récits d'aventures d'Edgar Rice Burroughs, créateur de Tarzan et John Carter.

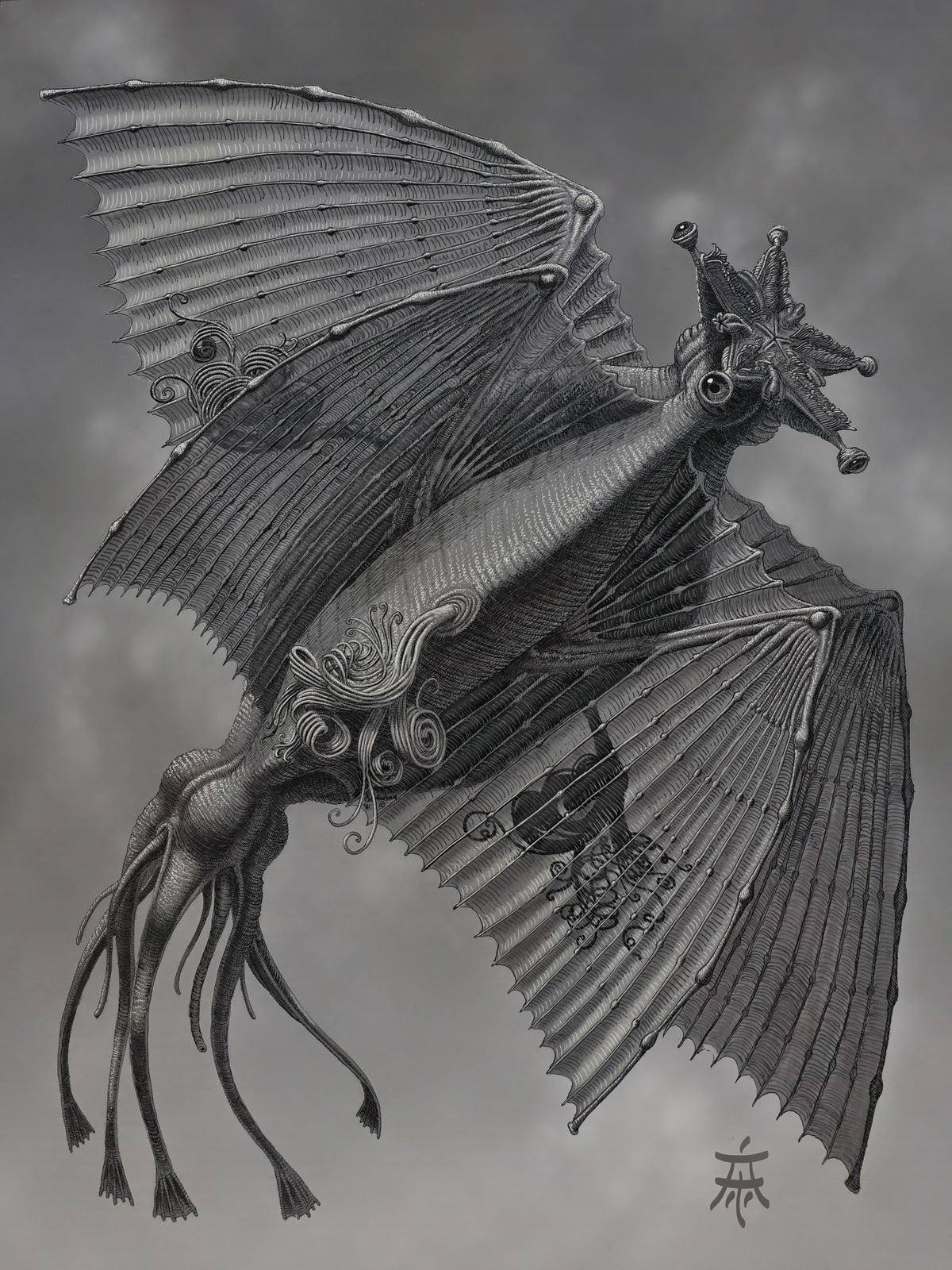
Illustration d'un spécimen des « Anciens » (Elder Ones). Le roman Les Montagnes hallucinées évoque une guerre préhistorique menée par ces créatures contre la progéniture octopode de Cthulhu. Le critique Robert M. Price rapproche cette idée du conflit derlethien entre les Dieux très anciens et les Grands Anciens.

Par ailleurs, l'exégète Robert M. Price se demande si la notion derlethienne de « Dieux très anciens » ne puiserait pas partiellement ses racines dans le court roman Les Montagnes hallucinées (At the Mountains of Madness, écrit en 1931 puis publié en 1936). Lovecraft y évoque un conflit entre l'engeance stellaire de Cthulhu et les Anciens (Elder Ones ou Elder Things), créatures mi-végétales, mi-animales, en forme de barrique. Cependant, S. T. Joshi objecte que Lovecraft ne place pas cette lutte sur le plan moral et ne mentionne pas le sort de l'humanité comme l'un de ses enjeux.

### Persistance des concepts derlethiens dans la critique littéraire francophone
À contre-courant des études littéraires anglophones, certains essayistes et critiques littéraires francophones continuent parfois d'attribuer la création des Dieux très anciens à Lovecraft.
Dans son essai Lovecraft ou du Fantastique publié en 1972, l'angliciste Maurice Lévy considère que dans l'œuvre lovecraftienne, Azathoth « a excité et mené les « Grands Anciens » dans leur rébellion et (...) les « Anciens Dieux » [l']ont châtié non pas en l'emprisonnant, mais en le reléguant dans les « Espaces Extérieurs » et surtout en le rendant aveugle et idiot. » Supprimé dans la traduction américaine de l'ouvrage, ce passage relatif aux « Anciens Dieux » est néanmoins repris en 1993 par Jacques Finné dans un essai consacré à la littérature fantastique américaine.
En 1978, dans une préface à l'édition française partielle de la correspondance de Lovecraft, Francis Lacassin crédite également celui-ci de l'invention des Dieux très anciens. Lacassin interprète ces entités comme une « personnifi[cation] de la démocratie », régime politique méprisé par l'auteur de Providence. À l'opposé, les Grands Anciens, « êtres exceptionnels », « sublime[raient] » l'idéologie de Lovecraft : racisme, fascination vis-à-vis des régimes autoritaires, « tabous et fantasmes sexuels. » Or, selon Franck Périgny, l'opinion de Lacassin constitue un contresens fondé « sur une vision pervertie, manichéenne du Mythe », inhérente à l'œuvre de Derleth. Ainsi, Lovecraft n'assimilerait certainement pas les monstrueux Grands Anciens à sa conception du « Bien », amplement exposée dans ses relations épistolaires : « (...) lorsque Lovecraft évoque dans ses lettres les guerriers vikings et leurs dieux ou Benito Mussolini, c'est avec une admiration non dissimulée ; lorsque dans sa fiction sont évoqués les Grands Anciens et leur valetaille, c'est avec un dégoût paroxystique, par ailleurs typique de la narration lovecraftienne. Transposerait-il dans son œuvre sous une forme aussi répugnante ce qu'il idéalisait tant dans sa vie ? Cela me semble plus que difficile à croire. ».
Enfin, dans le cadre d'un colloque tenu en août 1995 au Centre culturel international de Cerisy-la-Salle, Jean Marigny, co-directeur de l'événement, parle à son tour des « Grands Anciens qui ont été chassés par des dieux inconnus et renvoyés vers les étoiles lointaines d'où ils venaient, ou mis hors d'état de nuire comme Cthulhu (...). »

## Productions ludiques

### Jeux de rôle

#### Donjons et Dragons

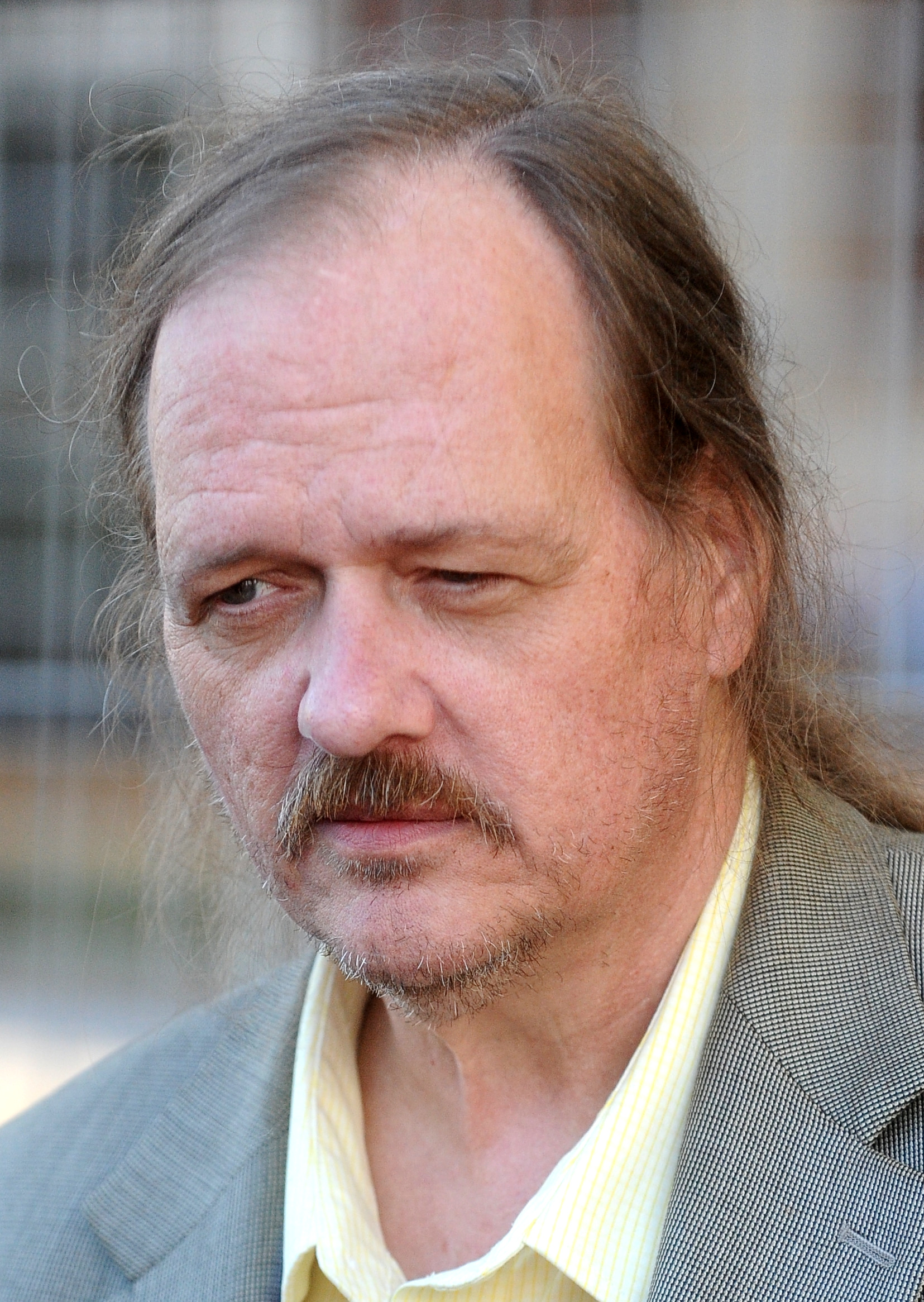
Robert J. Kuntz, coauteur de Deities & Demigods.

Donjons et Dragons (Dungeons & Dragons), le premier jeu de rôle, compte dans la gamme consacrée à ses Règles avancées (Advanced Dungeons & Dragons ou « AD&D ») un supplément intitulé Deities & Demigods (en), rédigé par Jim Ward et Robert J. Kuntz. Publié en 1980 par TSR, cet ouvrage propose les caractéristiques ludiques de divinités et héros issus de plusieurs mythologies (grecque, nordique, etc.) ainsi que d'univers fictionnels créés respectivement par les écrivains Fritz Leiber, Michael Moorcock et Howard Phillips Lovecraft.
La section consacrée à l'univers du mythe de Cthulhu retrace le châtiment infligé aux Grands Anciens par les « elder gods ». Le supplément énumère ensuite les caractéristiques de diverses entités et créatures imaginées par Lovecraft et August Derleth. Toutefois, Deities & Demigods prend soin d'attribuer à Derleth le concept relatif aux elder gods, en distinguant explicitement celui-ci des créations de Lovecraft.
En 1981, la réédition de Deities & Demigods supprime toute référence au mythe de Cthulhu en raison de problèmes liés au copyright de l'œuvre lovecraftienne, alors revendiqué par Arkham House. À cette époque, la maison d'édition fondée par August Derleth vend une licence à la société Chaosium afin que le contexte fictionnel du Mythe soit utilisé dans le cadre d'un autre jeu de rôle, L'Appel de Cthulhu (Call of Cthulhu).

#### L'Appel de Cthulhu

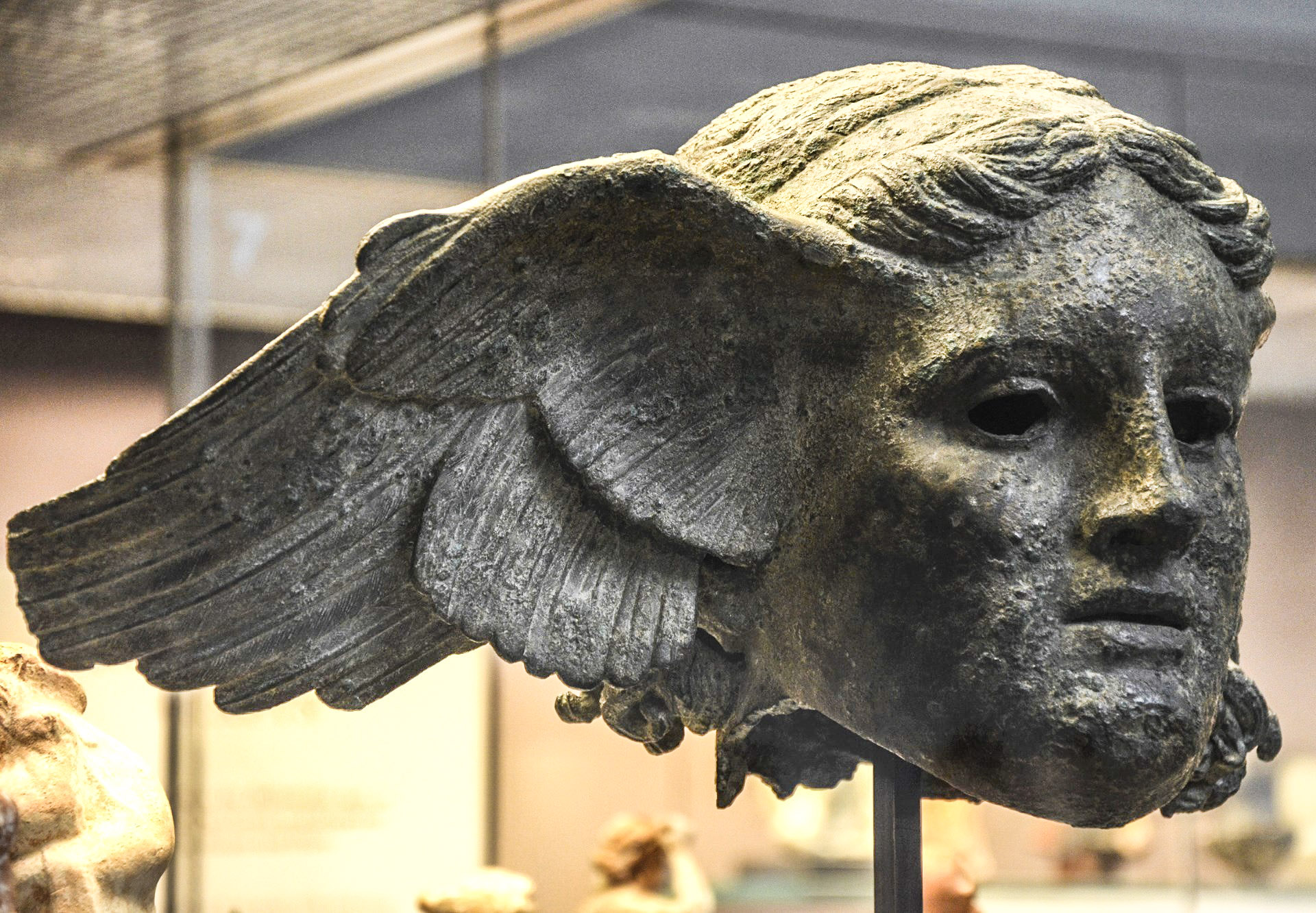
Le jeu de rôle L'Appel de Cthulhu intègre Hypnos, dieu grec du sommeil, dans le panthéon des Dieux très anciens.

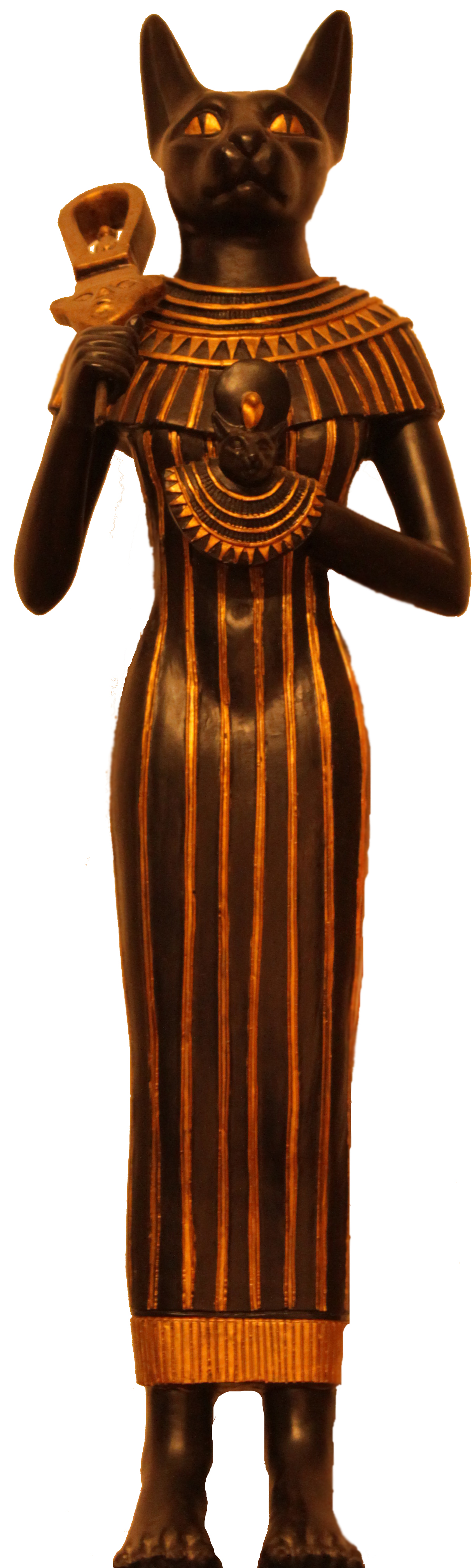
Statuette contemporaine de Bastet.

Dans L'Appel de Cthulhu, jeu de rôle publié par Chaosium en 1981, le panthéon des Dieux très anciens se réduit originellement à Nodens, seul nommé parmi ce type d'entités. Le seigneur du grand abîme est décrit comme un « vieillard chenu à la barbe grise (...) se dépla[çant] souvent au moyen d'un chariot constitué d'un énorme coquillage traîné par des monstres extraterrestres ou des créatures » légendaires. Nodens se montre « fondamentalement différent » d'Azathoth et de ses séides, ne serait-ce qu'en adoptant une attitude parfois « presque amicale » à l'égard de certains humains. Par conséquent, il peut éventuellement défendre un personnage joueur contre les Grands Anciens, en recourant aux maigres bêtes de la nuit ou en transportant l'investigateur en péril dans quelque refuge hasardeux. La divinité se manifeste également sous la forme d'une colonne de feu,.
Le panthéon des Dieux très anciens s'agrandit dans les éditions suivantes du jeu, qui incorporent Hypnos, le dieu grec du sommeil évoqué dans la nouvelle homonyme de Lovecraft,,, ainsi que la déesse Bast à tête de chat, inspirée de la déesse égyptienne Bastet. Bast et Hypnos « sont perçus par leurs adorateurs comme des divinités humaines bénéfiques », contrairement à d'autres Dieux très anciens plus distants.
Bast ne figure à proprement parler dans aucun récit du mythe de Cthulhu. Dans ses nouvelles L'Expérience de James Allington (The Suicide in the Study, 1935) et La Grimace de la goule (The Grinning Ghoul, 1936), l'écrivain Robert Bloch mentionne succinctement la déesse à tête de chat par le biais d'un ouvrage fictif intitulé The Black Rites, censément dû à la plume du « poète fou Luveh-Keraphf [ou Luveh-Keraph], prêtre de Bast. » Il s'agit là d'un clin d'œil à Lovecraft, grand amateur de félins domestiques, qui s'attribuait ce surnom parmi d'autres dans le cadre de sa correspondance.
En dépit de la mention des Dieux très anciens et d'autres composantes du mythe de Cthulhu provenant des récits d'August Derleth et Brian Lumley, le jeu de rôle se garde d'inclure des éléments par trop opposés aux textes de Lovecraft. L'Appel de Cthulhu abandonne notamment la conception derlethienne relative à une « guerre des cieux » menée contre les Grands Anciens par des « Dieux très anciens considérés comme des divinités du bien, (...) conflit [qui] a pour effet d'amoindrir l'horreur profonde suggérée par les récits originaux. »
Dans le fanzine Lovecraft Studies édité par Necronomicon Press (en), Franklin Hummel observe que le « concept clairement défini » du jeu de rôle respecte la « philosophie de Lovecraft » et non l'approche derlethienne du « bien contre le mal ». Le président-fondateur du Gaylactic Network (en) ajoute qu'un « signe des Anciens n'est pas un crucifix ; si vous en portez un lorsque vous êtes foudroyé par Cthugha [un Grand Ancien incandescent], cela pourrait préserver des flammes les maigres pouces de chair recouverts par l'objet tandis que le reste de votre corps tomberait en cendres. »

### Jeux vidéo
Lors de l'élaboration du contexte du jeu vidéo World of Warcraft de Blizzard Entertainment, les noms de Cthulhu, Yog-Sothoth et Shub-Niggurath inspirent ceux de leurs équivalents ludiques « C'Thun », « Yogg-saron » et « Y'Shaarj », présentés comme des « Dieux très anciens » (Old Gods, Elder Gods ou Old Ones),. Or ces monstrueux Dieux très anciens de World of Warcraft correspondent aux Grands Anciens du mythe de Cthulhu et non aux divinités bénignes créées par August Derleth.

### Sources primaires

#### Littérature
- Howard Phillips Lovecraft et al. (édition présentée et établie par Francis Lacassin), Howard Phillips Lovecraft, vol. 1 : Les mythes de Cthulhu. Légendes du mythe de Cthulhu. Premiers contes. L'art d'écrire selon Lovecraft, Paris, Robert Laffont, coll. « Bouquins », 1991, 1re éd., XXXVI-1174 p. (ISBN 2-221-05684-1, « présentation en ligne » sur le site NooSFere).
- Howard Phillips Lovecraft et al. (édition présentée et établie par Francis Lacassin), Howard Phillips Lovecraft, vol. 2 : Contes et nouvelles. L'horreur dans le musée et autres révisions. Fungi de Yuggoth et autres poèmes fantastiques. Épouvante et surnaturel en littérature, Paris, Robert Laffont, coll. « Bouquins », 1991, 1re éd., VI-1341 p. (ISBN 2-221-06460-7, « présentation en ligne » sur le site NooSFere).
- Howard Phillips Lovecraft et al. (édition présentée et établie par Francis Lacassin), Howard Phillips Lovecraft, vol. 3 : Le monde du rêve. Parodies et pastiches. Les « collaborations » Lovecraft-Derleth. Rêve et réalité. Documents, Paris, Robert Laffont, coll. « Bouquins », 1992, 1re éd., V-1341 p. (ISBN 2-221-06461-5, « présentation en ligne » sur le site NooSFere).
- Henry Kuttner (trad. de l'anglais par Éric Holweck), Le Livre de Iod : nouvelles fantastiques [« The Book of Iod »], Montigny-les-Metz, Oriflam, coll. « Nocturnes », 1998, 248 p. (ISBN 2-906897-87-6, « présentation en ligne » sur le site NooSFere).
- Brian Lumley (trad. de l'anglais par France-Marie Watkins), La Fureur de Cthulhu [« The Transition of Titus Crow »], Paris, Albin Michel, coll. « Super-Fiction » (no 27), 1977, 251 p. (ISBN 2-226-00464-5, « présentation en ligne » sur le site NooSFere).
- Brian Lumley (trad. de l'anglais par France-Marie Watkins), Les Abominations de Cthulhu [« The Clock of Dreams / De Marigny's Dream Quest »], Paris, Albin Michel, coll. « Super-Fiction » (no 34), 1978, 249 p. (ISBN 2-226-00629-X, « présentation en ligne » sur le site NooSFere).
- Brian Lumley (trad. de l'anglais par France-Marie Watkins), Le Démon du vent [« Spawn of the Wind »], Paris, Albin Michel, coll. « Super-Fiction » (no 40), 1979, 224 p. (ISBN 2-226-00724-5, « présentation en ligne » sur le site NooSFere).

#### Jeu de rôle
- Sandy Petersen et Lynn Willis et al. (trad. Jean Balczesak et Dominique Perrot, ill. John T. Snyder, Paul Carrick, Earl Geier), L'Appel de Cthulhu [« Call of Cthulhu »], Jeux Descartes, 1999, 5e éd., 319 p. (ISBN 2-7408-0207-2, présentation en ligne).

#### Études et essais
- (en) Donald R. Burleson, S. T. Joshi, Will Murray, Robert M. Price et David E. Schultz, « What is the Cthulhu Mythos ? A Panel Discussion », Lovecraft Studies, West Warwick, Necronomicon Press, no 14,‎ 1987, p. 3-30 (lire en ligne)Traduction française : S. T. Joshi (dir.) (trad. de l'anglais par Philippe Gindre), Qu'est-ce que le Mythe de Cthulhu ? [« What is the Cthulhu Mythos ? »], Dôle, La Clef d'argent, coll. « KhThOn » (no 1), 2007, 4e éd. (1re éd. 1990), 60 p. (ISBN 978-2-908254-50-1, présentation en ligne).
- (en) Stefan Dziemianowicz, « Divers Hands », Crypt of Cthulhu, West Warwick, Necronomicon Press, no 80 (vol. 11, no 2),‎ temps pascal, 1992, p. 38-52.Article repris dans (en) Stefan Dziemianowicz, « Divers Hands », dans S.T. Joshi (dir.), Dissecting Cthulhu : Essays on the Cthulhu Mythos, Lakeland (Floride), Miskatonic River Press, 2011, 280 p. (ISBN 978-0-98-218187-4, présentation en ligne), p. 233-253.
- (en) Marco Frenschkowski, « Nodens : Metamorphosis of a Deity », Crypt of Cthulhu, West Warwick, Necronomicon Press, no 87 (vol. 13, no 3),‎ lammas 1994, p. 3–8 ; 18.
- (en) John D. Haefele, A Look Behind the Derleth Mythos : Origins of the Cthulhu Mythos, LMG Books - The Cimmerian Press, 2014, 2e éd., 510 p. (ISBN 978-1-5005-4398-3 et 1-5005-4398-5, présentation en ligne).
- (en) Daniel Harms, The Cthulhu Mythos Encyclopedia : A Guide to Lovecraftian Horror, Oakland (Californie), Chaosium, coll. « Call of Cthulhu Fiction », 1998, 2e éd. (1re éd. 1994), 425 p. (ISBN 1-56882-119-0)Réédition augmentée : (en) Daniel Harms, The Cthulhu Mythos Encyclopedia : A Guide to H. P. Lovecraft Universe, Elder Signs Press, 2008, 3e éd. (1re éd. 1994), 402 p. (ISBN 978-0-9748789-1-1 et 0-9748789-1-X, présentation en ligne).
- (en) Richard Huber, « Nodens and the Elder Gods », Nyctalops, Albuquerque, Silver Scarab Press, no 14 (vol. 2, no 7),‎ mars 1978, p. 11.Réédition dans : (en) Richard Huber, H. P. Lovecraft out for Blood, Columbia (Maryland), Blackstone Publications, 1984, IV-32 p., « Nodens and the Elder Gods », p. 29.
- (en) S. T. Joshi et David Schultz, An H. P. Lovecraft Encyclopedia, New York, Hippocampus Press, 2004 (1re éd. 2001), 362 p. (ISBN 0-9748789-1-X, présentation en ligne).
- (en) S. T. Joshi, The Rise and Fall of the Cthulhu Mythos, Poplar Bluff, Mythos Books LLC, 2008, 324 p. (ISBN 978-0-9789911-8-0, présentation en ligne)Réédition augmentée : (en) S. T. Joshi, The Rise, Fall, and Rise of the Cthulhu Mythos, New York, Hippocampus Press, 2015, 357 p. (ISBN 978-1-61498-135-0, présentation en ligne).
- (en) S. T. Joshi, « The Cthulhu Mythos : Lovecraft vs. Derleth », dans S.T. Joshi (dir.), Dissecting Cthulhu : Essays on the Cthulhu Mythos, Lakeland (Floride), Miskatonic River Press, 2011, 280 p. (ISBN 978-0-9821818-7-4, présentation en ligne), p. 131-138.
- (en) Jon S. Mackley, « The Shadow Over Derleth : Disseminating the Mythos in The Trail of Cthulhu », dans David Simmons (dir.), New critical essays on H. P. Lovecraft, New York, Palgrave Macmillan, 2013, XVI-259 p. (ISBN 978-1-137-33224-0, présentation en ligne), p. 119-134.
- (en) Steven J. Mariconda, H. P. Lovecraft : Art, Artifact, and Reality, New York, Hippocampus Press, 2013, 308 p. (ISBN 978-1-61498-064-3, présentation en ligne), « « Hypnos : Art, Philosophy, and Insanity » », p. 162-167.
- (en) Dirk W. Mosig, « H. P. Lovecraft : Myth-Maker », Whispers, vol. 3, no 1,‎ décembre 1976, p. 48–55.Article repris dans (en) Dirk W. Mosig, « H. P. Lovecraft : Myth-Maker », dans S.T. Joshi (dir.), Dissecting Cthulhu : Essays on the Cthulhu Mythos, Lakeland (Floride), Miskatonic River Press, 2011, 280 p. (ISBN 978-0-9821818-7-4, présentation en ligne), p. 13-21.
- (en) Robert M. Price, « The Lovecraft-Derleth Connection », Crypt of Cthulhu, West Warwick, Necronomicon Press, no 6 (vol. 1, no 6) « August Derleth Issue »,‎ 1982, p. 3-8 (lire en ligne).
- (en) Robert M. Price, « August Derleth : Myth-Maker », Crypt of Cthulhu, Bloomfield (New Jersey), Cryptic Publications, no 6 (vol. 1, no 6) « August Derleth Issue »,‎ 1982, p. 17-18 (lire en ligne).
- (en) Robert M. Price, « An Interview with Richard L. Tierney », Crypt of Cthulhu, Bloomfield (New Jersey), Cryptic Publications, no 24 (vol. 3, no 8),‎ lammas, 1984, p. 48–50 (lire en ligne).
- (en) Robert M. Price, « The Last Vestige of Derleth Mythos », Lovecraft Studies, West Warwick, Necronomicon Press, no 24,‎ printemps 1991, p. 20-21.Article repris dans (en) Robert M. Price, « The Last Vestige of Derleth Mythos », dans S.T. Joshi (dir.), Dissecting Cthulhu : Essays on the Cthulhu Mythos, Lakeland (Floride), Miskatonic River Press, 2011, 280 p. (ISBN 978-0-9821818-7-4, présentation en ligne), p. 127-130.
- Robert M. Price (trad. Éric Holweck), « Le Mythe selon Khut-N'hah », dans Henry Kuttner, Le Livre de Iod : nouvelles fantastiques, Montigny-les-Metz, Oriflam, coll. « Nocturnes », 1998, 248 p. (ISBN 2-906897-87-6, « présentation en ligne » sur le site NooSFere), p. 7-17.
- (en) Robert M. Price, « Lumley as Lovecraft », dans Brian Lumley et Stanley Wiater (dir.), The Brian Lumley Companion, New York, Tor, 2006 (1re éd. 2002), 397 p. (ISBN 978-0-765-30440-7).
- (en) Robert M. Price, « The Transition of Brian Lumley », dans Brian Lumley et Stanley Wiater (dir.), The Brian Lumley Companion, New York, Tor, 2006 (1re éd. 2002), 397 p. (ISBN 978-0-765-30440-7).
- (en) David E. Schultz, « Who needs the Cthulhu Mythos ? », Lovecraft Studies, West Warwick, Necronomicon Press, no 13,‎ automne 1986, p. 43-53 (lire en ligne).
- (en) David E. Schultz, « The Origin of Lovecraft's « Black Magic » Quote », Crypt of Cthulhu, Mount Olive, Cryptic Publications, no 48 (vol. 6, no 6),‎ fête de la saint-jean, 1987, p. 9–13Article repris dans (en) David E. Schultz, « The Origin of Lovecraft's « Black Magic » Quote », dans S.T. Joshi (dir.), Dissecting Cthulhu : Essays on the Cthulhu Mythos, Lakeland (Floride), Miskatonic River Press, 2011, 280 p. (ISBN 978-0-9821818-7-4, présentation en ligne), p. 216-223.
- (en) Richard L. Tierney, « The Derleth Mythos », dans Meade et Penny Frierson (dir.), HPL, Birmingham, chez les auteurs, 1972, p. 53.Article repris dans (en) Richard L. Tierney, « The Derleth Mythos », Crypt of Cthulhu, Bloomfield (New Jersey), Cryptic Publications, no 24 (vol. 3, no 8) « Richard L. Tierney Issue »,‎ lammas, 1984, p. 52–53 (lire en ligne)Article repris dans (en) Richard L. Tierney, « The Derleth Mythos », dans S.T. Joshi (dir.), Dissecting Cthulhu : Essays on the Cthulhu Mythos, Lakeland (Floride), Miskatonic River Press, 2011, 280 p. (ISBN 978-0-9821818-7-4, présentation en ligne), p. 10-12.
- (en) Andrew Paul Wood, « A Note on Nodens in Lovecraft's Mythos », Lovecraft Annual, New York, Hippocampus Press, no 16,‎ 2022, p. 128-144 (ISBN 978-1-61498-393-4).